# Google Daydream

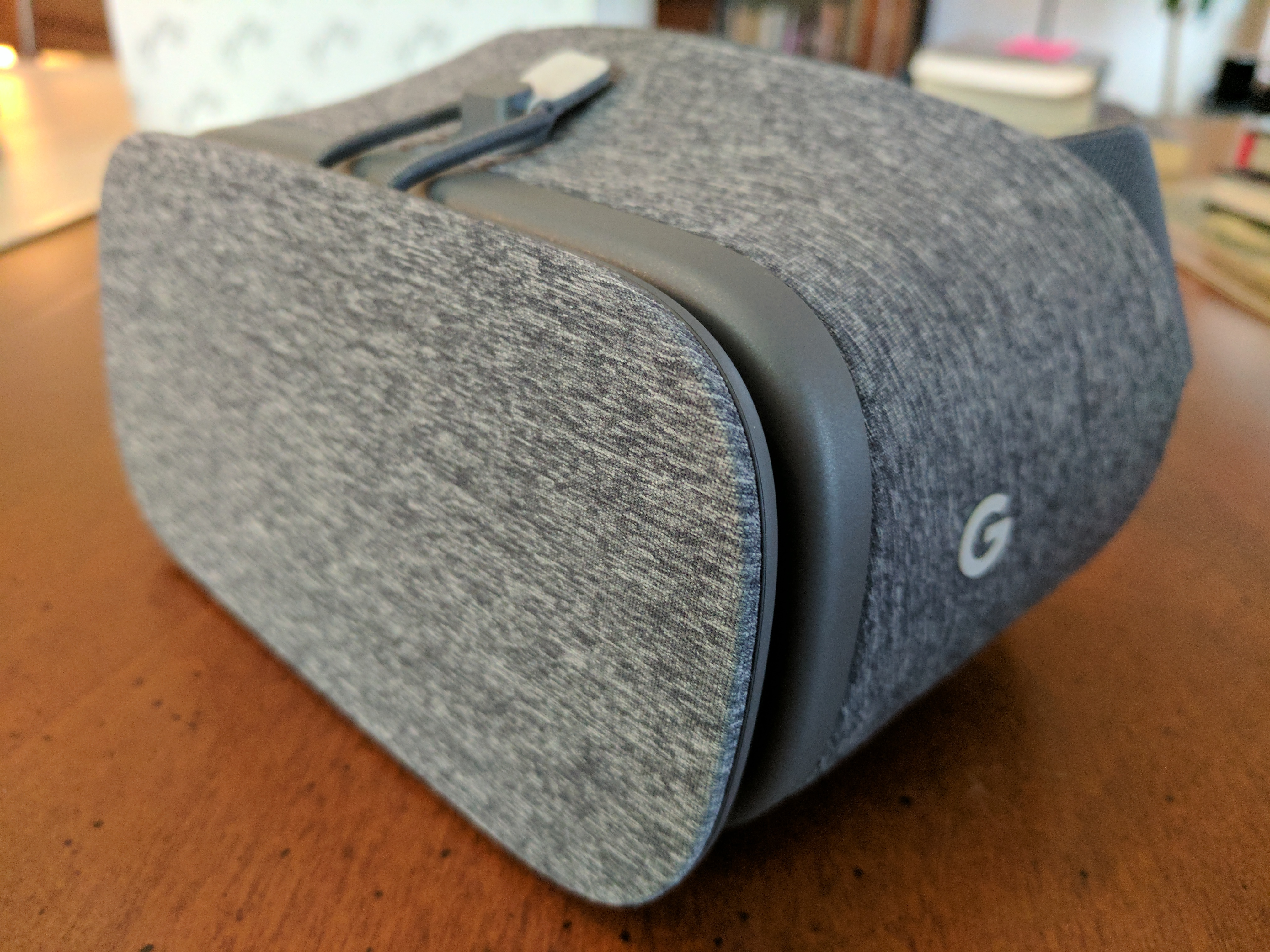
Google Daydream View

Google Daydream je platforma pro virtuální realitu vyvinutá společností Google pro použití s headsetem Google Daydream View a Android Nougat, sedmou hlavní verzí operačního systému Android pro mobilní telefony. Byla poprvé oznámena na vývojářské konferenci Google I/O v květnu 2016, s prvním VR headsetem vydaným 10. listopadu 2016.
Google Daydream je vestavěn do operačního systému Android, počínaje vydáním Android 7.1 Nougat. Platforma zahrnuje jak softwarové, tak hardwarové specifikace, které musí mít kompatibilní telefony označované jako "Daydream-ready".

## Hardware

### Telefony
Daydream bude pracovat pouze na některých novějších telefonech se specifickými komponenty. Společnost Google na konferenci Google I/O oznámila, že spolu s osmi hardwarovými partnery vytvoří telefony připravené pro Daydream: Samsung, HTC, LG, Xiaomi, Huawei, ZTE, Asus a Alcatel.
Následující telefony byli označené jako Daydream-ready:
| Telefon                     | Značka            | Systém na čipu | Datum odkdy   | Poznámky |
| --------------------------- | ----------------- | -------------- | ------------- | --- |
| smartphony Pixel a Pixel XL | Google            | Snapdragon 821 | 4. říjen 2016 | První Daydream kompatibilní telefon |
| Moto Z                      | Motorola Mobility | Snapdragon 820 |               | Potřeba Android Nougat systémové aktualizace                                                                                                  |
| ZenFone AR                  | Asus              | Snapdragon 821 |               | ZenFone AR je první mobilní zařízení s podporou pro oboje Google Tango, Google Daydream a přidání podpory pro virtuální i rozšířenou realitu. |
| Axon 7                      | ZTE               | Snapdragon 820 | 7. února 2017 | Potřeba Android Nougat systémové aktualizace                                                                                                  |

### Headset
Google Daydream View byl představen 4. října 2016, jako první headset pro Daydeam. Headset funguje tak že Daydream-ready telefony se umístí do přední části a díky čočkám se obraz přiblíží tak že zakrývá celé zorné pole.